# Radio Euskadi
Radio Euskadi és una emissora de ràdio dependent del grup de comunicació públic basc EiTB. Emet la seva programació en castellà i té la seu a Bilbao.

## Programació
Radio Euskadi manté una programació comercial en la qual insereix publicitat. Presta principal atenció als programes informatius i d'actualitat, així com als esports.
Destaquen en la seva graella aquests programes:
- Boulevard abierto, és un espai de debat polític en què participen, en tertúlia, diferents invitats.
- Boulevard Magazine, amb contingut informatiu i d'actualitat, amb una crònica diària i testimonis dels oients.
- Crónica de Euskadi 2, informatiu.
- Kultura.COM, el programa cultural de l'emissora.
- Kirolaldia, informatiu esportiu.
- La jungla sonora, és un programa de divulgació musical.
- Graffitti, un programa magazín en què destaca la cultura i l'opinió, així com l'actualitat.
- La casa de la palabra, dedicat a l'aventura, els viatges i les vivències personals.
- Ganbara, informatiu de tipus magazín.
- Fuera de juego, programa esportiu que resumeix la informació diària.
- La noche despierta, el programa nocturn, de tipus magazín de l'emissora.
- Boulevard crónica de Euskadi, informatiu del matí.
- Más que palabras, magazín que ocupa els matins dels dissabtes i diumenges.

El caràcter de servei públic fa que sigui el canal radiofònic de la informació i els esdeveniments oficials dels organismes que componen el govern i el Parlament Basc, així com d'altres institucions públiques de poder i decisió del país.